# Отряд Николая Козина
Отряд Николая Козина (также Зелёная армия) — антисоветское вооружённое формирование, действовавшее в 1943—1951 годах на территории бывшего Локотского самоуправления («Локотской республики») в лесах Брянщины и Орловщины против Красной армии, внутренних войск НКВД СССР, сотрудников правоохранительных органов и служб безопасности, советских и партийных работников, колхозных активистов и самих членов отряда, заподозренных в поддержке или лояльности советской власти. Отряд был сформирован бойцами коллаборационистской Русской освободительной народной армии и изменившими присяге красноармейцами и советскими партизанами.

## История

### Предыстория
С ноября 1941 года по август 1943 года на части советской территории (несколько районов довоенных Орловской и Курской областей), оккупированной нацистской Германией во время Великой Отечественной войны существовало Локотское окружное самоуправление (ЛОС). Административный центр находился в рабочем посёлке Локоть, провозглашённом городом. В результате наступления Советской армии 5 сентября 1943 года Локоть был взят силами 2-го танкового батальона 197-й танковой бригады 30-го Уральского добровольческого танкового корпуса совместно с частями 250-й стрелковой дивизии. При отступлении немецкой армии вооружённые формирования Локотского округа под командованием Бронислава Каминского, а также члены семей военнослужащих и все, кто не хотел оставаться на советской территории (30 тыс. человек), в августе 1943 года ушли вместе с немецкой армией в г. Лепель Витебской области, где на какое-то время была создана «Лепельская республика», а РОНА участвовала в военных операциях против советских партизан до лета 1944. Отсюда бригада РОНА в составе войск СС была переброшена в Польшу, где, в частности, участвовала в подавлении Варшавского восстания.

### Создание
Во время отступления вермахта армии из Локтя не все бойцы РОНА и им сочувствующие покинули территорию «Локотской республики»: часть бойцов остались на территории Брянской области для того, чтобы продолжить борьбу против советской власти уже собственными силами. Немаловажную роль в создании отряда сыграла группа бывшего сотрудника СД Войтенко, действующая в 1943—1944 годах на границе Красногорского района и Белоруссии до гибели самого Войтенко в перестрелке с частями войск охраны тыла Красной Армии в 1944 году. После смерти командира группы небольшой части бойцов удалось скрыться под руководством Николая Козина. Николай Козин сумел сохранить свой отряд от разгрома и взял на себя руководство остальными, присоединившимися к его отряду остатками разрозненных групп РОНА. Козину удалось не только вывести отряды и этим спасти их от гибели, но и, перегруппировав наличные силы, восстановить их боеспособность.
До создания отряда на территории бывшей «Локотской республики» действовало множество разрозненных, не объединённых общим командованием повстанческих отрядов под командованием Землянко, Лунькова, Дудоря, Казана и других. Впоследствии значительный процент участников отряда составили люди, которые до этого не воевали на стороне немцев, не состояли в РОНА, восточных добровольческих батальонах и полиции. Это были обычные жители Локотской республики, бывшие красноармейцы и партизаны, ненавидящие советскую власть не меньше, чем нацистов, и решившие бороться против неё после ухода немцев с территории СССР. В качестве стратегии группа решила использовать опыт партизан и скрываться в лесах Суражского района.
Отряд Николая Козина надеялся на начало Третьей мировой войны и приход войск бывших союзников СССР. Ожидания были не беспочвенными: после речи в Фултоне Уинстона Черчилля начались обострения в отношениях между новообразованным советским блоком и блоком западных союзников.

### Деятельность отряда

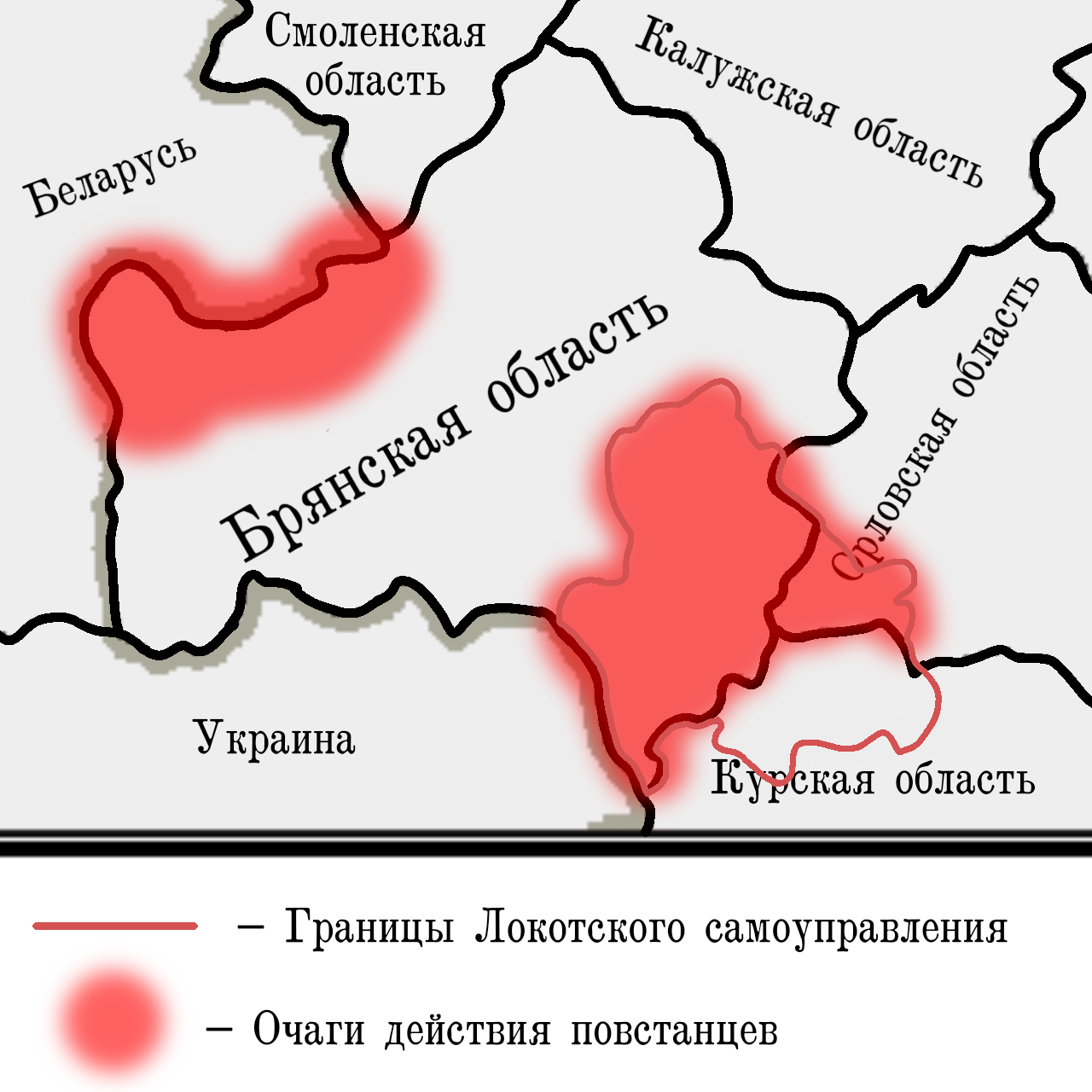
Карта очагов действия повстанцев Козина

Изначально отряд Николая Козина действовал в основном на территории бывшей Локотской республики. Основным промыслом отряда были грабежи складов и магазинов. Козин стремился завоевать расположение и поддержку местного населения. В частности, массовое недовольство жителей вызвало изъятие зерна в ситуации послевоенного голода. Козин решил устранить силами отряда одного из местных налоговых инспекторов и председателя сельсовета, которые очень усердствовали в изъятии хлеба, что и было вскоре сделано. Впоследствии, по мере увеличения самоорганизации «каминцев», отряд Николая Козина начал распространять своё влияние и за пределом Локотского самоуправления.
Ещё одна акция, направленная на завоевание поддержки местного населения, была проведена партизанами в селе Нивное. Когда члены отряда вошли в село, охрана и руководство села бежали из него. Козин сорвал замки с церкви, в которой хранилось изъятое крестьянское зерно, и сказал крестьянам, чтобы они забирали его назад. Часть крестьян поддалась на уговоры партизан, за что впоследствии были арестованы и сосланы в Сибирь. Вместе с ними после этой истории подверглись репрессиям и семьи партизан.

#### Связь отряда с РОД
В 1944 году представители Русского освободительного движения (Народно-трудовой союз) осуществляли попытки наладить связь с антисоветским подпольем.
Про наличие связей НТС с РОНА, а впоследствии и с повстанцами говорил бывший начальник управления безопасности ВС КОНР Н.В.Тензеров (Ветлугин) в гарвардском интервью:

Поддержка Каминского со стороны НТС была следствием факта, что НТС не мог открыто действовать на его территории. Таким образом формирование национал-социалистической партии Каминского было для НТС разновидностью маскировки. Хомутов, новый эмигрант, лейтенант Красной Армии, был главным НТСовским действующим лицом в этом проекте. В 1944-м он ушёл на советскую территорию. Известно, что со своим партизанским соединением он продержался против Советов как минимум до 1948-го, когда был разбит.

### Прекращение существования
В это время против отряда Козина были брошены полки внутренних войск НКВД нескольких районов Брянской области и Белорусской ССР, но полномасштабные прочёсывания лесов Брянщины результатов не давали. Однажды два поисковых подразделения, приняв друг друга за партизан, открыли друг по другу огонь, в результате чего несколько солдат погибли.
За оплошности в работе начальник Суражского районного отдела НКВД был снят с должности, а вместо него был поставлен бывший начальник Почепского районного отдела НКВД Михаил Чириков. Чириков прекратил армейские операции, подрывавшие авторитет властей среди местного населения, а также вернул семьи партизан в Брянскую область, надеясь выйти на след отряда через родственные связи. Последняя мера значительно повысила авторитет Чирикова среди местных жителей. Чириков же надеялся перессорить через родственников членов отряда между собой, для чего была запущена порочащая дезинформация, например, что кто-то плохо отзывался о Козине, или что кто-то собирается бежать из отряда. Основные усилия были направлены на разжигание ссоры между Козиным и ещё одним авторитетным членом отряда, выпускником московской разведшколы, заброшенным на задание в брянские леса и решившим просто отсидеться, неким Матыкой.
От имени Матыки были изготовлены поддельные письма, в которых он якобы плохо отзывался о Козине и готовился с ним расправиться, после чего они были подброшены родственникам. Козин решил расправиться с отступником, и Матыка был убит. Это убийство стало началом конца отряда — бывшие фронтовики перессорились с бывшими полицаями, начали убивать друг друга. Тем временем сотрудники НКВД и войсковые подразделения разбирались с теми, кто остался в живых.
Партизаны решили, что их выдали три брата Курганских, один из которых был местным активистом. Все трое были убиты членами отряда поздней ночью. Это стало одной из последних акций отряда. Остатки его рассеялись по лесам. Козина застрелил его же собственный подручный Лавров, который в тот же день сдался властям. В 1948 году были осуждены одни из последних партизан и приговорены к длительным срокам лишения свободы, так как смертная казнь временно была отменена. Последнее столкновение советской власти с повстанцами произошло в декабре 1951 года, в результате которого группа партизан в количестве 8 человек была уничтожена.

## Структура
Партизаны действовали группами по два-три человека, тщательно соблюдая законы конспирации. Летом они жили в лесу, а зимой временно сворачивали деятельность и прятались в подвалах у местных жителей. Каждая из групп имела свою зону, а ежегодно в мае партизаны собирались на «съезды», где уточнялись явки, распределялись районы действия, решалось, кого ликвидировать из местных чиновников. Руководителем отряда являлся бывший старший полицейский в Суражском районе Брянской области Николай Козин. Помимо объединений, входивших в отряд Николая Козина, на территории бывшего Локотского самоуправления действовало и множество других повстанческих групп.